# Doom VFR
Doom VFR ist ein Ego-Shooter und VR-Computerspiel des amerikanischen Computerspielentwicklers id Software. Es ist ein Ableger der Doom-Spielereihe und wurde speziell auf technischen Grundlage von Doom (2016) mit einer eigenen Handlung und für die Nutzung mit den Virtual-Reality-Brillen PlayStation VR und HTC Vive entwickelt. Das Spiel kam Anfang Dezember 2017 auf den Markt.

## Handlung
Die Geschichte ereignet sich parallel zu Handlungselementen von Doom (2016). Der Spieler verkörpert einen UAC-Mitarbeiter auf einer Mars-Station, der nach Öffnung eines Höllenportals von einem Dämon angegriffen wird und knapp überlebt. Als er wieder erwacht, befindet er sich in einem Holoanzug. Er durchstreift die Anlage bei dem Versuch, das Höllenportal wieder zu schließen.

## Spielprinzip
Das Spiel kann auf der PlayStation 4 sowohl mit dem Dualshock-, dem Aim- oder zwei Move-Controllern gesteuert werden, für die HTC Vive wird der dazugehörige Controller unterstützt. Das Spielgeschehen wird aus der Egoperspektive dargestellt. Um das Problem der Übelkeit durch die Bewegungssimulation zu umgehen, erfolgt die Fortbewegung in Doom VFR durch eine Kombination aus seitlichen Ausweichbewegungen („dash“) und der Teleportation an eine zuvor vom Spieler markierte Stelle. Der Dash dient dabei hauptsächlich dem Ausweichen von gegnerischen Angriffen, mit der Teleportation bewegt sich der Spieler innerhalb der Levels fort. Das Spielgeschehen ereignet sich prinzipiell in Echtzeit, bei Einleitung einer Teleportation wird der Spielverlauf jedoch stark verzögert. Abgesehen von der Fortbewegung führt Doom VFR das Spielprinzip der Reihe fort, das hauptsächlich aus der Erkundung des Marslabors und Kämpfen gegen zahlreiche dämonische Gegner besteht. Dabei stehen unterschiedliche Waffen zur Verfügung (Schrotflinte, schweres Sturmgewehr, Plasma Rifle, BFG).
Eine besondere Methode ist das sogenannte „Telefragging“. Ist ein Gegner durch die bisherigen Attacken geschwächt, was durch ein blaues Leuchten der Figur angedeutet wird, kann der Spieler durch einen Teleport in den Körper des Dämonen diesen umgehend töten.

## Entwicklung
Bethesda kündigte das Spiel auf der Spielemesse E3 2017 an. Das VFR im Titel steht für „Virtual Fucking Reality“ (englisch, übersetzt etwa: „verdammte Virtuelle Realität“). Das Spiel wurde am 1. Dezember 2017 veröffentlicht.

## Rezeption
Doom VFR erhielt gemischte Kritiken (Metacritic: 69 % (PC)/71 % (PS4)).

„Mit dem flotten Teleport- und Dash-System haben die Macher ein fast optimales Mittel für Bewegung in schnellen Actionspielen gefunden – zumindest auf Gamepads. Leider lässt sich auf der Vive die Blickrichtung beim Teleportieren nicht ändern, was eventuell größere taktische Vorteile brächte. So muss man sich selbst umdrehen und aufpassen, sich nicht im realen Kabel der Vive-Brille zu verheddern. Die Steuerung per Gamepad ist da einfacher zu handhaben. Doch auf beiden Systemen macht die Dämonenschlachtplatte nach wie vor einen Höllenspaß.“

„Den ersten Ausflug von Doom in die virtuelle Realität finden wir sehr gelungen. Für die Forstsetzung wünschen wir uns mehr Umfang und einen Multiplayermodus – und viele frische Monster zum Telefraggen.“

„Ich würde lügen, wenn ich behauptete, dass ich nicht mehr von Doom VFR erwartet hätte. Wo Skyrim und offenbar auch Fallout 4 die volle Packung abliefern, ist das hier längst nicht auf Augenhöhe mit dem geschliffenen Hauptspiel. Doom VFR ist dennoch eine durchaus sehenswerte, ein bisschen nach Spielhallenattraktion schmeckende Variante, mal seinen Schädel in diese Welt zu stecken. Schnell rein, schnell wieder raus und mit 30 Euro auch nicht wirklich überteuert. Viel hängen bleibt nicht, als Experiment für die Entwickler, ein höllisch flinkes Actionspiel in die virtuelle Realität zu transportieren, hat es sich allemal gelohnt.“